# Xã Pulaski, Quận Walsh, Bắc Dakota
Xã Pulaski (tiếng Anh: Pulaski Township) là một xã thuộc quận Walsh, tiểu bang Bắc Dakota, Hoa Kỳ. Năm 2010, dân số của xã này là 88 người.